# Szent László híd
A Szent László híd Szekszárdtól északra köti össze a Dunántúlt az Alfölddel. A köznyelv hívja még szekszárdi hídnak is. A híd az 1498,79 folyamkilométernél található. A hídnyílás magassága 9,5 méter, a hajózható hídnyílás szélessége 100 méter. Két ártéri hídból és egy 80 m+3×120 m+80 m nyílásközű, 520,5 m hosszú mederhídból áll. Az ártéri hidak támaszközei 3×65,5 m-esek.

## Története
2003. július 4-én adták át a forgalomnak. 73 év után ez volt az első olyan új híd a Dunán, ami nem Budapesten épült. 919,6 méteres hosszával megépítésekor az ország leghosszabb közúti hídja volt. Ezen a hídon vezet át az irányonként egy forgalmi sávos M9-es autóút, amely az M6-os autópályát és a 6-os főutat köti össze az 51-es főúttal. A tervek szerint ez a 20 kilométeres szakasz része lesz annak a gyűrűnek, amely Soprontól az ország déli határaihoz közel haladva Szegedig tart majd, ezzel kiegészítve az ország közlekedésének sugaras, fővárosközpontú rendszerét.
Az építés során külön figyelmet kellett fordítani a terület természetvédelmére, ugyanis az építkezés a Duna–Dráva Nemzeti Park Gemenci Tájegységének közelében folyt. A tájegység állatvilágának a szabad mozgás biztosítására számos vad- és hüllőátjárót alakítottak ki. A híd 2004-ben Építőipari Nívódíjat kapott.
A híd Szent László király, Szekszárd város védőszentjének nevét viseli.
Az átkelő átadását követően megszűnt a Fadd-Dombori és Fajsz közötti kompjárat.

## Galéria

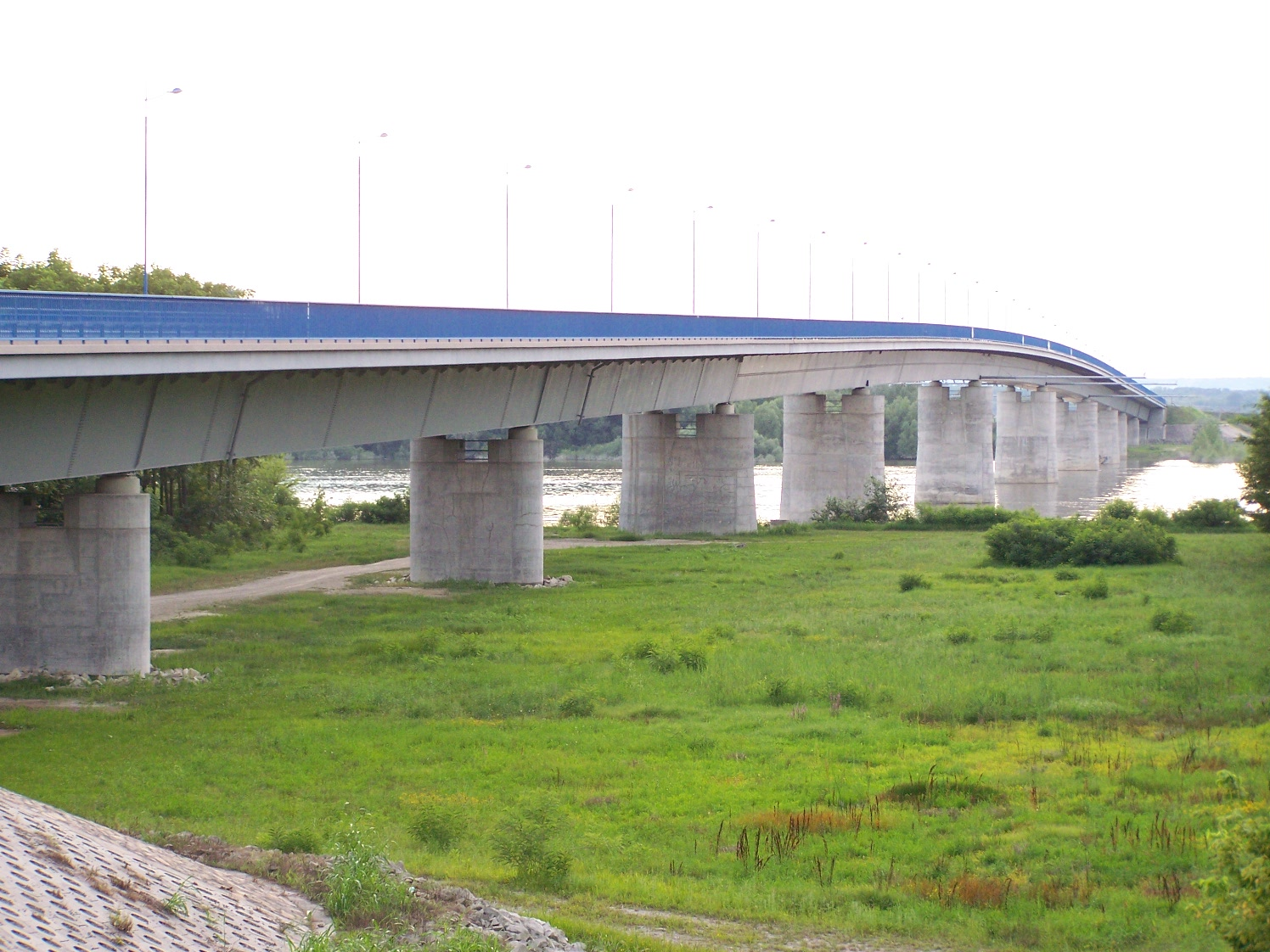
A híd kelet felől
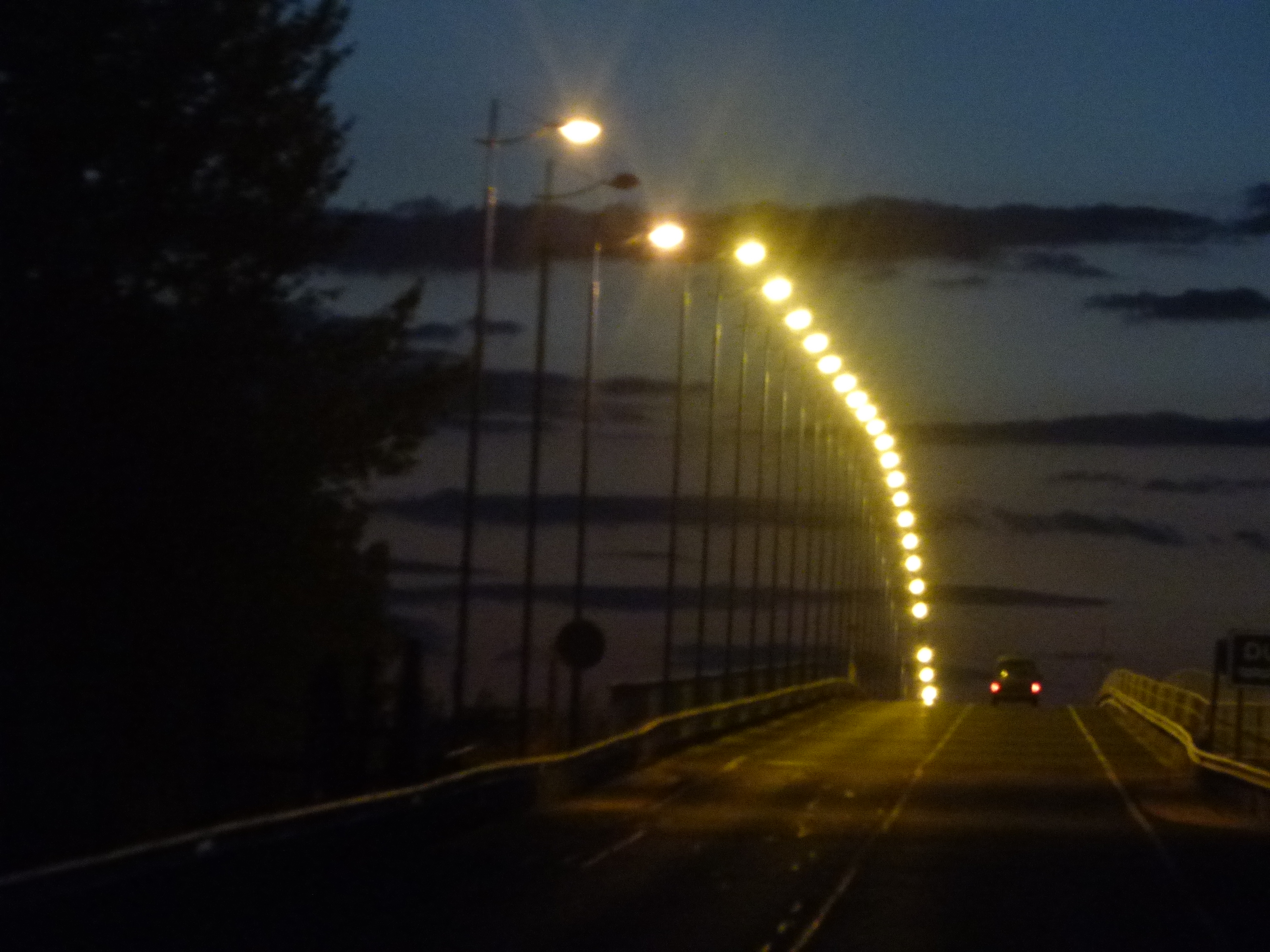
A Szent László híd lámpasora

## Külső hivatkozások
- Az M9-es út tervei, nyomvonala
- Duna-Hidak
- M9 autóút szekszárdi (Szt. László) Duna-híd – Uvaterv.hu
- Szekszárdi Szent László Duna-híd mederhídja Archiválva 2017. szeptember 14-i dátummal a Wayback Machine-ben – Pontterv.hu